# اتفاق جماعي

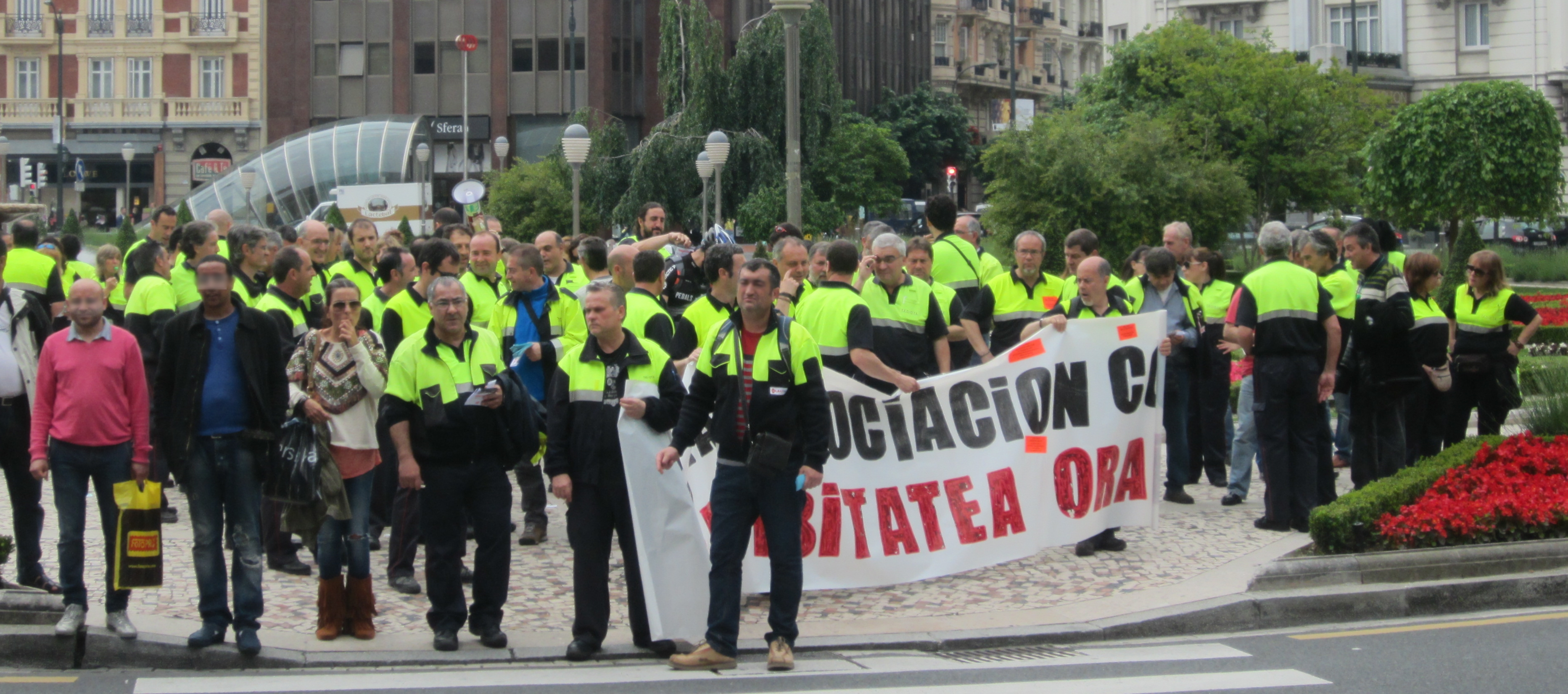

الاتفاق الجماعي تُعرّف منظمة العمل الدولية الاتفاقات الجماعية بأنها «جميع الاتفاقات المكتوبة المتعلقة بظروف العمل وشروط الاستخدام التي تعقد بين صاحب عمل أو مجموعة مــن أصحاب العمل أو منظمة واحدة أو أكثر لأصحاب العمل، مـن ناحيـة، ومنظمة واحدة أو أكثر ممثلة للعمال، أوفي حالة عدم وجود مثل هذه المنظمات، مع ممثلي العمال المنتخبين حسب الأصول والمصرح لهم بذلك مـن قبل العمال وفقا للقوانين واللوائح الوطنية، مـن ناحية أخرى». ويأتي هـذا التعريف مــن الفقرة 2 (1) من الجزء الثاني من توصية الاتفاقات الجماعية، (1951) رقم (91).

## نظريات
تقترح إحدى النظريات أن المفاوضة الجماعية هي أحد حقوق الإنسان ولذا تستحق الحماية. الفقرة 23 من الإعلان العالمي لحقوق الإنسان تؤكد بأن القدرة على تنظيم اتحادات عمالية هي بمثابة أحد حقوق الإنسان. البند الثاني من إعلان منظمة العمل الدولية حول المبادئ والحقوق الأساسية في العمل يعرف «حق التشاور وحق المفاوضة الجماعية» كحق أساسي للعمال.
في شهر يونيو 2007، راجعت المحكمة العليا في كندا الأساس المنطقي لاعتبار المفاوضة الجماعية أحد حقوق الإنسان. وبعد المداولات، قررت المحكمة ما يلي:
أ- الحق في المفاوضة الجماعية بين العمال وصاحب العمل تحفظ الكرامة الإنسانية، والحرية واستقلالية العمال من خلال إعطائهم الفرصة للتأثير في قوانين المؤسسة التي يعملون بها، وبذلك يحصلون على بعض التحكم بجزء مهم من حياتهم، ألا وهو مكان العمل.
ب- المفاوضة الجماعية ليست أداة لتحقيق غايات خاصة أو لا تتعلق بالعمل... بل هي قيمة من حيث إعطائها فرصة خوض تجربة الحكم الذاتي.
المفاوضة الجماعية تجيز للعمال تحقيق شكل ديموقراطي في مكان العمل وضمان حكم القانون في مكان العمل. يكسب العمال صوتا للتأثير
في قوانين المؤسسة التي بدورها تتحكم بجزء مهم من حياتهم. النظريات الاقتصادية توفر، هي أيضا، عددا من الصيغ الهادفة لشرح بعض
جوانب المفاوضة الجماعية. النموذج الأول هو ما يسمى «نموذج الاتحاد الاحتكاري» Monopoly Union Model ، استنادا إلى هذا النموذج، 
يملك الاتحاد الاحتكاري النفوذ لزيادة معدل الأجور، الشركة في تلك الحالة تختار درجة الوظيفة. تم التخلي عن هذا النموذج مؤخرا.
النموذج الثاني هو نموذج «الحق في الإدارة» Right-to-Manage Model، الذي طورته المدرسة البريطانية في ثمانينات القرن العشرين.
في هذا النموذج، يتفاوض اتحاد العمال مع الشركة على معدل الأجر استنادا إلى «ماكسيمينية* ناش في المفاوضة» وصيغتها: Ώ = UβΠ1-β، وتمثل U معادلة الاستخدام لاتحاد العمال، و Π تمثل ربح المؤسسة و β تمثل قوة التفاوض للاتحادات العمالية. أما النموذج
الثالث، فيطلق عليه التفاوض الفعال.

## المملكة المتحدة
الأكاديمية البريطانية، بياترس ويب، كانت هي من سك مصطلح «المفاوضة الجماعية»، في أواخر القرن التاسع عشر، لقد أرادت ويب أن تصف العملية البديلة للمفاوضة بين الأفراد وأصحاب العمل. أغلبية المحللين يرون عملية المفاوضة الجماعية لا بد أن تتضمن بالضرورة عنصر التفاوض، وبالتالي، فهي تختلف عن الاستشارة، التي ينقصها عنصر التفاوض ويحدد فيها صاحب العمل ما يراه بشكل أحادي.
أصبحت المفاوضة الجماعية في المملكة المتحدة، والتي كسبت التأييد لسنين طويلة، أنسب وأكثر الأساليب انتشارا في تنظيم شروط عقود العمل
في التوظيف، بما يتماشى مع الاتفاقية رقم 84 من اتفاقيات منظمة العمل الدولية. ولكن، أهمية المفاوضة الجماعية في المملكة المتحدة وفي نواحي أخرى في العالم الصناعي قلت بشكل ملحوظ منذ بدايات عقد الثمانينات من القرن العشرين.

## أوروبا
العديد من الدول الأوروبية، مثل النمسا، بلجيكا، والسويد، لديها اقتصاد سوق اجتماعي حيث تأخذ المفاوضة الجماعية مجراها حول الأجور، على مستوى فيديراليات شعبية لالإتحادات العمالية ومنظمات أصحاب العمل. في فنلندا، «اتفاقية سياسة المرتب الشاملة»
كان قد تم التوصل إليها، ووظيفتها تكمن في تحديد زيادة نسبية لجميع العمال والموظفين.
في بعض الدول، كفنلندا، بعض المفاوضات الجماعية تتم من غير الحاجة إلى عضوية في اتحادات عمالية. المفاوضة الجماعية الشاملة تحدد 
الحد الأدنى للأجور والحقوق التي لا يحق لصاحب عمل أن يوظف أي عامل بدون اعتبارها، سواء كان العامل عضوا في نقابة واتحاد عمالي
أم لم يكن.
في فرنسا أصبحت المفاوضة الجماعية مجازة قانونا عند تمرير اتفاقيات «ماتيغنون» في عام 1936 في عهد حكومة الجبهة الشعبية. 
- الماكسيمينية هي إستراتيجية في نظرية اللعبة وتستخدم لزيادة الحد الأدنى لكسب اللاعب.